# トランジスタラジオ (曲)
「トランジスタ・ラジオ」は、RCサクセションの楽曲、および11枚目のシングル。1980年10月28日にキティ・レコード（現：ユニバーサルミュージックLLC）から発売。嬰ハ長調。

## 収録曲
全編曲：RCサクセション
1. トランジスタ・ラジオ
  - 作詞・作曲：忌野清志郎、G.1,238,471

清志郎作曲の楽曲で唯一嬰ハ長調の曲。制作段階では「C#の世界」と呼ばれていた。
1. たとえばこんなラヴソング
  - 作詞・作曲：忌野清志郎、小林和生

## 山崎まさよし版
山崎まさよしが、メジャー・デビュー前に発売したシングル。1992年11月21日にキティエンタープライズ（現：ユニバーサルミュージックLLC）から発売。

### 解説
表題曲はRCサクセションのカバー。
2曲目収録「悲しい日々」は上田正樹のカバー。
デビュー前の作品で数が出回っていない為か、現在は高値で取引されている。

### 収録曲
全編曲：山崎将義
1. トランジスタ・ラジオ
  - 作詞・作曲：忌野清志郎、G.1,238,471
2. 悲しい日々
  - 作詞・作曲：金森幸介

## 子門'z版
日本のテクノユニットである電気グルーヴが、子門'z（シモンズ）名義でカバーしたシングル。1993年8月1日に、キューン・ソニー（現：ソニー・ミュージックレーベルズ）よりリリースされた。

### 解説
子門真人の歌唱法を模した「シモニック唱法」でカバーすることを前提として作られた企画盤。瀧勝に続くドリルキングレーベル第2弾。メンバー構成も瀧、石野、砂原ではなく、あくまでナガシマシGEO、チョノフG（ゲー）、ライーDEANという、子門にそっくりな3人組（しかしなぜか越路吹雪をリスペクト）という設定だった。
ニッポン放送開局40周年記念イベント「ザ･ライブマシーン'93」に出演し、東京ドームでライヴを披露（チョノフがギター、ナガシマシがトロンボーン、ライーがティンパニという各人が使用できない楽器の編成）で、寺尾聰の「ルビーの指環」、ゴダイゴの「Monkey Magic」などを適当に演奏した。子門'zもやはり瀧勝同様、予定した日時に死亡したことになっている。死因は溺死。
シングル収録曲の選曲に関しては、準備段階で『電気グルーヴのオールナイトニッポン』の番組中で「YOUNG MAN (Y.M.C.A.)」、「バラが咲いた」、「ハイスクールララバイ」などの数曲が候補としてテストされたが、結局はRCサクセションのカヴァーというかたちにおちついた。それ故に2曲目に収録の「Touched by the hands of 子門'z Mix」がこのシングルの本意である。だが、それじゃあんまりだろうという理由で、当時の電気グルーヴとしての王道テクノ歌謡ポップスとしてノーマルに歌われた1曲目も併せて収録している。この2曲目サブタイトルはNEW ORDERの「Touched by the hands of god」からの引用。
石野卓球いわく、「居酒屋で有線から流れている様子を想定して作った」と語るこの一曲目のバックトラックは、当初砂原ひとりで手掛けるスケジュールだったが、風邪で体調を崩してしまった為、途中まで出来たデータを石野が引き継いで完成させた。砂原製作のデータと思われるパートと石野が重ねたと思わしきパートがはっきり出ているトラック。ちなみにオリジナルミックスとカラオケバージョンの尺が若干異なるのは意図的な物。YMOの「テクノポリス」がシングルバージョンとアルバムバージョン（『ソリッド・ステイト・サヴァイヴァー』収録）でフェイドアウトの尺がそれぞれ異なる事に対するオマージュらしい。
ジャケットは白一色というシンプルかつインパクトのあるデザイン。だが後に『電気グルーヴのドリルキングアワー』において「適当でいいや」という投げやりな意向でこのデザインに決定したと語っている。なお、三人が子門真人風に装ったジャケット風のステッカーが封入されている。
なおこの曲のCDは、忌野清志郎に直接プレゼントした。
1994年発売のアルバム『DRILL KING ANTHOLOGY』には石野卓球のソロ歌唱バージョン（シモニック唱法ではない）が収録されている。

### 収録曲
全編曲：子門'z（電気グルーヴ）
1. トランジスタ・ラジオ
  - 作詞・作曲：忌野清志郎、G.1.238.471
2. トランジスタ・ラジオ (Touched by the hands of 子門'z Mix)
3. トランジスタ・ラジオ (オリジナル・カラオケ)